# Трупіал-чернець чагарниковий
Трупіа́л-черне́ць чагарниковий (Dives warczewiczi) — вид горобцеподібних птахів родини трупіалових (Icteridae). Мешкає в Південній Америці. Вид названий на честь польського ботаніка Юзефа Варшевича.

## Опис
Довжина птаха становить 21-28 см. Самці номінативного підвиду в середньому важать 85,5 г, самиці 84 г. Забарвлення повністю чорне, у представників номінативного підвиду з райдужним відблиском. Дзьоб довгий, вигнутий, чорний, лапи довгі, чорні, хвіст відносно короткий. Представники підвиду D. w. kalinowskii є більшими за представників номінативного підвиду, середня вага самців цього підвиду становить 110 г, дзьоб у них більш довгий.

## Підвиди
Виділяють два підвиди:
- D. w. warczewiczi (Cabanis, 1861) — крайній південний захід Колумбії (Нариньйо), захід Еквадору і північний захід Перу (Тумбес, П'юра);
- D. w. kalinowskii Berlepsch & Stolzmann, 1892 — захід Перу (від Ла-Лібертада до Іки).

## Поширення і екологія
Чагарникові трупіали-чернеці мешкають в Колумбії, Еквадорі і Перу на захід від Анд. Вони живуть на прибережних пустищах, у сухих чагарникових заростях і рідколіссях, на полях і пасовищах. Зустрічаються на висоті до 1500 м над рівнем моря, місцями в Перу на висоті до 3000 м над рівнем моря.